# Institut Wingate
L'Institut Wingate (en hebreu: מכון וינגייט) és un centre d'entrenament esportiu situat al sud de Netanya, Israel, fou establert en 1957 amb el nom d'Orde Wingate, el centre serveix per acollir les instal·lacions de nombrosos equips israelians, i com a base d'entrenament militar.
En 1989, l'institut va rebre el Premi Israel, per a l'esport. El Centre Nacional d'Esports de Tel-Aviv és un centre complementari de l'Institut Wingate. Mentre que la majoria de l'entrenament es realitza en l'Institut Wingate, el Centre d'Esport Nacional supervisa els processos esportius.
En el campus de l'Institut Wingate, són nombrosos els camps esportius. Hi ha un camp de rugbi, que serveix com el terreny de joc de l'equip israelià de rugbi. Els nombrosos camps han estat utilitzats com a seus de diversos esdeveniments durant els Jocs Macabeus.